# Strome Castle
Strome Castle er en borg fra middelalderen, der i dag fremstår som ruin. Den ligger ud til Loch Carron i Stromemore, omkring 5 km sydvest for landsbyen Lochcarron, på hovedlandet mellem Loch Carron og Loch Kishorn, på vestkysten af det skotske højland.
Borgen blev oprindeligt opført af Alexander Macdonald, Lord of the Isles og jarl af Ross i 1400-tallet. I 1472 var borgen ejet af Clan MacDonald of Lochalsh og Alan MacDonald Dubh, 12. høvding afe Clan Cameron var konstabel på vegne af MacDonalds of Lochalsh.
Borgen blev ødelagt efter en belejring i 1602, og den fremstår i dag som en borggård og et tårn. I 1939 blev ruinen af Strome Castle overdraget til National Trust for Scotland, der ejer den i dag.